# San Lorenzello
San Lorenzello là một đô thị ở tỉnh Benevento trong vùng Campania, có vị trí khoảng 50 km về phía đông bắc của Napoli và khoảng 25 km về phía tây bắc của Benevento. Tại thời điểm ngày 31 tháng 12 năm 2004, đô thị này có dân số 2.328 người và diện tích là 13,9 km².
San Lorenzello giáp các đô thị: Castelvenere, Cerreto Sannita, Cusano Mutri, Faicchio, Guardia Sanframondi, San Salvatore Telesino.